# Vagner Benazzi
Vagner Benazzi de Andrade (Osasco, 17 de junho de 1954 – Osasco, 22 de maio de 2023) foi um treinador e futebolista brasileiro que atuou como lateral-direito.

## Carreira
É conhecido por conseguir ascender times para divisões superiores, tendo alcançado tal feito 12 vezes em diversos times de divisões inferiores do Campeonato Paulista e Brasileiro. Assim como Luiz Carlos Ferreira e Givanildo Oliveira, é conhecido como o "Rei dos Acessos". Conseguiu doze acessos de divisões pelos clubes por onde passou.
Começou sua carreira como treinador no Sãocarlense da cidade de São Carlos (São Paulo), e conseguiu seu primeiro título como técnico em 1989, sendo campeão paulista da Série A3.

### Avaí
Benazzi comandou o clube catarinense em 2006, quando o clube venceu o torneio classificatório à Copa do Brasil de 2007, ganhando o direito de disputar a competição nacional.
No dia 9 de outubro de 2010, Benazzi foi anunciado novamente como treinador avaiano. Assumiu o clube na fase final da Copa Sul-Americana e na trigésima rodada do Campeonato Brasileiro. No final da temporada, alcançou o objetivo e salvou o time do rebaixamento no nacional.
No ano de 2011, apesar de chegar a comandar o Avaí em alguns jogos do Campeonato Catarinense, teve a sua dispensa anunciada por parte do clube no dia 14 de fevereiro.
No primeiro semestre, ainda comandou o Bahia por alguns jogos, mas acabou demitido após a derrota por 5 a 0 para o Atlético Paranaense na Copa do Brasil.

### Vitória
Após a demissão de Geninho, Benazzi foi contratado pelo Vitória no final de julho de 2011. Porém, após o fracasso da equipe na Série B, o treinador não renovou o contrato e deixou o clube, já que a equipe não conseguiu alcançar o objetivo de se classificar para a Série A do ano seguinte.

### Comercial
Após a demissão de Toninho Cecílio, muito criticado por escalar quatro volantes no meio de campo (sem um meia armador), Vagner Benazzi voltou ao clube onde foi ídolo como jogador e do qual foi treinador em 1994. O técnico chegou com a missão de salvar o Comercial do rebaixamento.

### Guarani e Portuguesa
Acertou com o Guarani em agosto de 2014, mas, após a demissão de Silas da Portuguesa, Vagner Benazzi rescindiu com o Bugre (com 77,7% de aproveitamento) e acertou com a Lusa.
Sem conseguir com que a equipe reagisse, foi demitido no dia 18 de outubro.

### Bragantino
Em 20 de março de 2015, Benazzi foi anunciado como novo treinador do Bragantino, chegando com a missão de livrar o clube de Bragança Paulista do rebaixamento no Campeonato Paulista. Após quase um mês no clube, Benazzi teve a sua dispensa anunciada no dia 14 de abril.

### Retorno ao Comercial
Após a sua passagem pelo Comercial-SP em 2014, Benazzi foi novamente apresentado como novo treinador da equipe do interior paulista, desta vez em fevereiro de 2016. Benazzi permaneceu no clube de Ribeirão Preto até março.

### Nacional-AM
Acertou com o Nacional-AM em 2 de maio de 2016, chegando para comandar a equipe na Série D do Brasileirão e no Campeonato Amazonense. Com a eliminação do Nacional-AM na Série D, Benazzi acabou deixando o clube em julho.

## Morte
Benazzi morreu no dia 22 de maio de 2023, aos 68 anos. A causa da morte não foi informada, e o ex-treinador não vinha bem de saúde há algum tempo.